# Фоміних Олександр Іванович
Олександр Іванович Фоміних (рос. Александр Иванович Фоминых; нар. 15 червня 1959, Новосибірськ) – російський шахіст і шаховий тренер (Тренер ФІДЕ від 2011 року), гросмейстер від 1993 року.

## Шахова кар'єра
На міжнародних змаганнях почав виступати на перетині 1980-х і 1990-х років і незабаром отримав звання гросмейстера. 1990 року посів 2-ге місце (позаду Младена Муше) в Будапешт. 1991 року переміг у Брно (турнір C), а в 1992 році поділив 2-ге місце (позаду Дімітира Дончева) в Млада-Болеслав і переміг (разом з Андрієм Харловим) в Сімферополі. 1994 року посів 2-ге місце (позаду Геннадія Кузьміна) в Алушті, а в 1994 році поділив 1-ше місце (разом з Павлом Коцуром) в Алматах. 1996 року поділив 4-те місце (позаду Олександра Халіфмана, Олексія Дрєєва і Семена Двойріса, разом з Максимом Сорокіним, Євгеном Барєєвим, Олександром Ластіним і Вадимом Звягінцевим) у фіналі чемпіонату Росії. В грудні 1997 року взяв участь у чемпіонаті світу ФІДЕ, який відбувся в Гронінгені за олімпійською системою, де в 1-му раунді поступився Владиславові Ткачову. 1998 року взяв участь у шаховій олімпіаді, яка відбулась в Елісті (у третій збірній Росії, на 1-й шахівниці).
Для успіхів Олександра Фоміних у наступні роки належать:
- посів 2-ге місце в Ґунтурі (2000, позаду Андрія Шаріязданова),
- посів 2-ге місце в Гайдарабаді (2000, позаду Євгена Владімірова),
- поділив 1-ше місце в Каїрі (2001, разом із зокрема, Ненадом Шулавою, Драженом Сермеком, Олексієм Барсовим, Сергієм Каспаровим, Азером Мірзоєвим та Ігорсом Раусісом),
- поділив 3-тє місце в Танті (позаду Ханнеса Стефанссона і Азера Мірзоєва, разом з Васілом Спасовим),
- посів 1-ше місце в Санкт-Петербурзі (2002, меморіал Михайла Чигоріна),
- посів 1-ше місце в Уральську (2003),
- поділив 1-ше місце в Нью-Делі (2003, разом з Маратом Джумаєвим і Рамачандраном Рамешом),
- поділив 1-ше місце в Джамшедпурі (2003, разом з Діб'єнду Баруа),
- поділив 2-ге місце в Дацці (2003, позаду Ріфата Бін-Саттара, разом з Олексієм Барсовим і Ніязом Муршедом),
- поділив 2-ге місце в Ченнаї (2004, позаду Тахіром Вахідовим, разом з Сергієм Іскусних, Павлом Смірновим, Шухратом Сафіним і Зіауром Рахманом),
- поділив 2-ге місце в Пуне (2004, позаду Марата Джумаєва, разом з Євгеном Владіміровим, Теджасом Бакре, Правіном Тіпсеєм і Кідамбі Сундарараяном),
- поділив 2-ге місце в Дацці (2005, позаду Сур'ї Шехара Гангулі, разом з Енамулом Хоссайном, Саїдалі Юлдашевим і Ріфатом Бін-Саттаром),
- посів 1-ше місце в Коломбо (2006).

Найвищий рейтинг Ело в кар'єрі мав станом на 1 липня 2000 року, досягнувши 2594 очок займав тоді 100-те місце в світовому рейтинг-листі ФІДЕ, одночасно займаючи 25-те місце серед російських шахістів.